# العلاقات البوتسوانية المولدوفية
العلاقات البوتسوانية المولدوفية هي العلاقات الثنائية التي تجمع بين بوتسوانا ومولدوفا.

## مقارنة بين البلدين
هذه مقارنة عامة ومرجعية للدولتين:
| وجه المقارنة                                              | بوتسوانا                       | مولدوفا                           |
| --------------------------------------------------------- | ------------------------------ | --------------------------------- |
| المساحة (كم2)                                             | 581.74 ألف                     | 33.85 ألف                         |
| عدد السكان (نسمة)                                         | 2.29 مليون                     | 2.55 مليون                        |
| الكثافة السكانية (ن./كم²)                                 | 3.94                           | 75.33                             |
| العاصمة                                                   | غابورون                        | كيشيناو                           |
| اللغة الرسمية                                             | لغة إنجليزية                   | اللغة المولدوفية، اللغة الرومانية |
| العملة                                                    | بولا بوتسواني                  | ليو مولدوفي                       |
| الناتج المحلي الإجمالي (بليون دولار)                      | 17.41 مليار                    | 8.13 مليار                        |
| الناتج المحلي الإجمالي (تعادل القوة الشرائية) بليون دولار | 35.84 مليار                    | 17.94 مليار                       |
| الناتج المحلي الإجمالي الاسمي للفرد دولار أمريكي          | 6.36 ألف                       | 3.65 ألف                          |
| الناتج المحلي الإجمالي للفرد دولار أمريكي                 | 16.10 ألف                      | 4.98 ألف                          |
| مؤشر التنمية البشرية                                      | 0.698                          | 0.693                             |
| رمز المكالمات الدولي                                      | +267                           | +373                              |
| رمز الإنترنت                                              | .bw                            | .md                               |
| المنطقة الزمنية                                           | ت ع م+02:00، توقيت وسط إفريقيا | ت ع م+02:00، ت ع م+03:00          |

## منظمات دولية مشتركة
يشترك البلدان في عضوية مجموعة من المنظمات الدولية، منها:
| علم المنظمة | اسم المنظمة                               | تاريخ انضمام بوتسوانا | تاريخ انضمام مولدوفا |
| ----------- | ----------------------------------------- | --------------------- | -------------------- |
|             | مؤسسة التنمية الدولية                     | 24 يوليو 1968         | 14 يونيو 1994        |
|             | يونسكو                                    | 16 يناير 1980         | 27 مايو 1992         |
|             | وكالة ضمان الاستثمار متعدد الأطراف        | 15 مايو 1990          | 9 يونيو 1993         |
|             | الأمم المتحدة                             | 17 أكتوبر 1966        | 2 مارس 1992          |
|             | الاتحاد البريدي العالمي                   | ?                     | ?                    |
|             | البنك الدولي للإنشاء والتعمير             | 24 يوليو 1968         | 12 أغسطس 1992        |
|             | الاتحاد الدولي للاتصالات                  | 2 أبريل 1968          | 20 أكتوبر 1992       |
|             | منظمة حظر الأسلحة الكيميائية              | ?                     | ?                    |
|             | مؤسسة التمويل الدولية                     | 23 مارس 1979          | 10 مارس 1995         |
|             | المركز الدولي لتسوية المنازعات الاستشارية | 14 فبراير 1970        | 4 يونيو 2011         |
|             | منظمة التجارة العالمية                    | ?                     | ?                    |
|             | منظمة الشرطة الجنائية الدولية             | ?                     | ?                    |

## وصلات خارجية
- موقع وزارة الخارجية البوتسوانية
- موقع وزارة الخارجية المولدوفية